# بنتسین
بنتسین (به آلمانی: Bentzin) یک شهر در آلمان است که در فرپومرن-گرایفسوالد واقع شده‌است. بنتسین ۹۴۹ نفر جمعیت دارد.